# Semilhas
Pour les articles homonymes, voir Teixeira.
Joaquim Teixeira, parfois appelé Semilhas, est un footballeur portugais né le 18 mars 1917 à Horta et mort le 19 novembre 1976.

## Biographie
En tant que joueur du Benfica, il remporte 3 championnats en 1942, 1943 et 1945 et 3 coupes du Portugal.

## Carrière
- 1935-1939 :  Atlético Angústias
- 1939-1946 :  Benfica Lisbonne
- 1946-1949 :  Vitória Guimarães
- 1949-1951 :  O Elvas CAD
- 1951-1952 :  Almada

## Palmarès

### En club
Avec le Benfica Lisbonne :
- Champion du Portugal en 1942, 1943 et 1945
- Vainqueur de la Coupe du Portugal en 1940, 1943 et 1944